# Standard Industrial Classification
Le Standard Industrial Classification (classification normalisée des industries, abrégé en SIC) est un système de classification des industries utilisant quatre chiffres établi par le gouvernement des États-Unis dans les années 1930. Il fut supplanté par le North American Industry Classification System (NAICS) à six chiffres, établi en 1997 ; toutefois, certains ministères et entreprises en font encore usage.
Le tableau présente le code SIC de chaque type d'industrie.
| SIC Code | Industry Title                                                |
| -------- | ------------------------------------------------------------- |
| 0100     | Agricultural Production-Crops                                 |
| 0200     | Agricultural Prod-Livestock & Animal Specialties              |
| 0700     | Agricultural Services                                         |
| 0800     | Forestry                                                      |
| 0900     | Fishing, Hunting and Trapping                                 |
| 1000     | Metal Mining                                                  |
| 1040     | Gold and Silver Ores                                          |
| 1090     | Miscellaneous Metal Ores                                      |
| 1221     | Bituminous Coal & Lignite Mining                              |
| 1311     | Crude Petroleum & Natural Gas                                 |
| 1381     | Drilling Oil & Gas Wells                                      |
| 1382     | Oil & Gas Field Exploration Services                          |
| 1389     | Oil & Gas Field Services, NEC                                 |
| 1400     | Mining & Quarrying of Nonmetallic Minerals (No Fuels)         |
| 1520     | General Bldg Contractors - Residential Bldgs                  |
| 1531     | Operative Builders                                            |
| 1540     | General Bldg Contractors - Nonresidential Bldgs               |
| 1600     | Heavy Construction Other Than Bldg Const - Contractors        |
| 1623     | Water, Sewer, Pipeline, Comm & Power Line Construction        |
| 1700     | Construction - Special Trade Contractors                      |
| 1731     | Electrical Work                                               |
| 2000     | Food and Kindred Products                                     |
| 2011     | Meat Packing Plants                                           |
| 2013     | Sausages & Other Prepared Meat Products                       |
| 2015     | Poultry Slaughtering and Processing                           |
| 2020     | Dairy Products                                                |
| 2024     | Ice Cream & Frozen Desserts                                   |
| 2030     | Canned, Frozen & Preserved Fruit, Veg & Food Specialties      |
| 2033     | Canned, Fruits, Veg, Preserves, Jams & Jellies                |
| 2040     | Grain Mill Products                                           |
| 2050     | Bakery Products                                               |
| 2052     | Cookies & Crackers                                            |
| 2060     | Sugar & Confectionery Products                                |
| 2070     | Fats & Oils                                                   |
| 2080     | Beverages                                                     |
| 2082     | Malt Beverages                                                |
| 2086     | Bottled & Canned Soft Drinks & Carbonated Waters              |
| 2090     | Miscellaneous Food Preparations & Kindred Products            |
| 2092     | Prepared Fresh or Frozen Fish & Seafood                       |
| 2100     | Tobacco Products                                              |
| 2111     | Cigarettes                                                    |
| 2200     | Textile Mill Products                                         |
| 2211     | Broadwoven Fabric Mills, Cotton                               |
| 2221     | Broadwoven Fabric Mills, Man Made Fiber & Silk                |
| 2250     | Knitting Mills                                                |
| 2253     | Knit Outerwear Mills                                          |
| 2273     | Carpets & Rugs                                                |
| 2300     | Apparel & Other Finished Prods of Fabrics & Similar Matl      |
| 2320     | Men's & Boys' Furnishings, Work Clothing, & Allied Garments   |
| 2330     | Women's, Misses', and Juniors Outerwear                       |
| 2340     | Women's, Misses', Children's & Infant's Undergarments         |
| 2390     | Miscellaneous Fabricated Textile Products                     |
| 2400     | Lumber & Wood Products (No Furniture)                         |
| 2421     | Sawmills & Planting Mills, General                            |
| 2430     | Millwood, Veneer, Plywood, & Structural Wood Members          |
| 2451     | Mobile Homes                                                  |
| 2452     | Prefabricated Wood Bldgs & Components                         |
| 2510     | Household Furniture                                           |
| 2511     | Wood Household Furniture, (No Upholstered)                    |
| 2520     | Office Furniture                                              |
| 2522     | Office Furniture (No Wood)                                    |
| 2531     | Public Bldg & Related Furniture                               |
| 2540     | Partitions, Shelvg, Lockers, & office & Store Fixtures        |
| 2590     | Miscellaneous Furniture & Fixtures                            |
| 2600     | Papers & Allied Products                                      |
| 2611     | Pulp Mills                                                    |
| 2621     | Paper Mills                                                   |
| 2631     | Paperboard Mills                                              |
| 2650     | Paperboard Containers & Boxes                                 |
| 2670     | Converted Paper & Paperboard Prods (No Containers/Boxes)      |
| 2673     | Plastics, Foil & Coated Paper Bags                            |
| 2711     | Newspapers: Publishing or Publishing & Printing               |
| 2721     | Periodicals: Publishing or Publishing & Printing              |
| 2731     | Books: Publishing or Publishing & Printing                    |
| 2732     | Book Printing                                                 |
| 2741     | Miscellaneous Publishing                                      |
| 2750     | Commercial Printing                                           |
| 2761     | Manifold Business Forms                                       |
| 2771     | Greeting Cards                                                |
| 2780     | Blankbooks, Looseleaf Binders & Bookbindg & Related Work      |
| 2790     | Service Industries For The Printing Trade                     |
| 2800     | Chemicals & Allied Products                                   |
| 2810     | Industrial Inorganic Chemicals                                |
| 2820     | Plastic Material, Synth Resin/Rubber, Cellulos (No Glass)     |
| 2821     | Plastic Materials, Synth Resins & Nonvulcan Elastomers        |
| 2833     | Medicinal Chemicals & Botanical Products                      |
| 2834     | Pharmaceutical Preparations                                   |
| 2835     | In Vitro & In Vivo Diagnostic Substances                      |
| 2836     | Biological Products, (No Diagnostic Substances)               |
| 2840     | Soap, Detergents, Cleaning Preparations, Perfumes, Cosmetics  |
| 2842     | Specialty Cleaning, Polishing and Sanitation Preparations     |
| 2844     | Perfumes, Cosmetics & Other Toilet Preparations               |
| 2851     | Paints, Varnishes, Lacquers, Enamels & Allied Prods           |
| 2860     | Industrial Organic Chemicals                                  |
| 2870     | Agricultural Chemicals                                        |
| 2890     | Miscellaneous Chemical Products                               |
| 2891     | Adhesives & Sealants                                          |
| 2911     | Petroleum Refining                                            |
| 2950     | Asphalt Paving & Roofing Materials                            |
| 2990     | Miscellaneous Products of Petroleum & Coal                    |
| 3011     | Tires & Inner Tubes                                           |
| 3021     | Rubber & Plastics Footwear                                    |
| 3050     | Gaskets, Packg & Sealg Devices & Rubber & Plastics Hose       |
| 3060     | Fabricated Rubber Products, NEC                               |
| 3080     | Miscellaneous Plastics Products                               |
| 3081     | Unsupported Plastics Film & Sheet                             |
| 3086     | Plastics Foam Products                                        |
| 3089     | Plastics Products, NEC                                        |
| 3100     | Leather & Leather Products                                    |
| 3140     | Footwear, (No Rubber)                                         |
| 3211     | Flat Glass                                                    |
| 3220     | Glass & Glassware, Pressed or Blown                           |
| 3221     | Glass Containers                                              |
| 3231     | Glass Products, Made of Purchased Glass                       |
| 3241     | Cement, Hydraulic                                             |
| 3250     | Structural Clay Products                                      |
| 3260     | Pottery & Related Products                                    |
| 3270     | Concrete, Gypsum & Plaster Products                           |
| 3272     | Concrete Products, Except Block & Brick                       |
| 3281     | Cut Stone & Stone Products                                    |
| 3290     | Abrasive, Asbestos & Misc Nonmetallic Mineral Prods           |
| 3310     | Steel Works, Blast Furnaces & Rolling & Finishing Mills       |
| 3312     | Steel Works, Blast Furnaces & Rolling Mills (Coke Ovens)      |
| 3317     | Steel Pipe & Tubes                                            |
| 3320     | Iron & Steel Foundries                                        |
| 3330     | Primary Smelting & Refining of Nonferrous Metals              |
| 3334     | Primary Production of Aluminum                                |
| 3341     | Secondary Smelting & Refining of Nonferrous Metals            |
| 3350     | Rolling Drawing & Extruding of Nonferrous Metals              |
| 3357     | Drawing & Insulating of Nonferrous Wire                       |
| 3360     | Nonferrous Foundries (Castings)                               |
| 3390     | Miscellaneous Primary Metal Products                          |
| 3411     | Metal Cans                                                    |
| 3412     | Metal Shipping Barrels, Drums, Kegs & Pails                   |
| 3420     | Cutlery, Handtools & General Hardware                         |
| 3430     | Heating Equip, Except Elec & Warm Air; & Plumbing Fixtures    |
| 3433     | Heating Equipment, Except Electric & Warm Air Furnaces        |
| 3440     | Fabricated Structural Metal Products                          |
| 3442     | Metal Doors, Sash, Frames, Moldings & Trim                    |
| 3443     | Fabricated Plate Work (Boiler Shops)                          |
| 3444     | Sheet Metal Work                                              |
| 3448     | Prefabricated Metal Buildings & Components                    |
| 3451     | Screw Machine Products                                        |
| 3452     | Bolts, Nuts, Screws, Rivets & Washers                         |
| 3460     | Metal Forgings & Stampings                                    |
| 3470     | Coating, Engraving & Allied Services                          |
| 3480     | Ordnance & Accessories, (No Vehicles/Guided Missiles)         |
| 3490     | Miscellaneous Fabricated Metal Products                       |
| 3510     | Engines & Turbines                                            |
| 3523     | Farm Machinery & Equipment                                    |
| 3524     | Lawn & Garden Tractors & Home Lawn & Gardens Equip            |
| 3530     | Construction, Mining & Materials Handling Machinery & Equip   |
| 3531     | Construction Machinery & Equip                                |
| 3532     | Mining Machinery & Equip (No Oil & Gas Field Mach & Equip)    |
| 3533     | Oil & Gas Field Machinery & Equipment                         |
| 3537     | Industrial Trucks, Tractors, Trailers & Stackers              |
| 3540     | Metalworkg Machinery & Equipment                              |
| 3541     | Machine Tools, Metal Cutting Types                            |
| 3550     | Special Industry Machinery (No Metalworking Machinery)        |
| 3555     | Printing Trades Machinery & Equipment                         |
| 3559     | Special Industry Machinery, NEC                               |
| 3560     | General Industrial Machinery & Equipment                      |
| 3561     | Pumps & Pumping Equipment                                     |
| 3562     | Ball & Roller Bearings                                        |
| 3564     | Industrial & Commercial Fans & Blowers & Air Purifying Equip  |
| 3567     | Industrial Process Furnaces & Ovens                           |
| 3569     | General Industrial Machinery & Equipment, NEC                 |
| 3570     | Computer & office Equipment                                   |
| 3571     | Electronic Computers                                          |
| 3572     | Computer Storage Devices                                      |
| 3575     | Computer Terminals                                            |
| 3576     | Computer Communications Equipment                             |
| 3577     | Computer Peripheral Equipment, NEC                            |
| 3578     | Calculating & Accounting Machines (No Electronic Computers)   |
| 3579     | Office Machines, NEC                                          |
| 3580     | Refrigeration & Service Industry Machinery                    |
| 3585     | Air-Cond & Warm Air Heatg Equip & Comm & Indl Refrig Equip    |
| 3590     | Misc Industrial & Commercial Machinery & Equipment            |
| 3600     | Electronic & Other Electrical Equipment (No Computer Equip)   |
| 3612     | Power, Distribution & Specialty Transformers                  |
| 3613     | Switchgear & Switchboard Apparatus                            |
| 3620     | Electrical Industrial Apparatus                               |
| 3621     | Motors & Generators                                           |
| 3630     | Household Appliances                                          |
| 3634     | Electric Housewares & Fans                                    |
| 3640     | Electric Lighting & Wiring Equipment                          |
| 3651     | Household Audio & Video Equipment                             |
| 3652     | Phonograph Records & Prerecorded Audio Tapes & Disks          |
| 3661     | Telephone & Telegraph Apparatus                               |
| 3663     | Radio & Tv Broadcasting & Communications Equipment            |
| 3669     | Communications Equipment, NEC                                 |
| 3670     | Electronic Components & Accessories                           |
| 3672     | Printed Circuit Boards                                        |
| 3674     | Semiconductors & Related Devices                              |
| 3677     | Electronic Coils, Transformers & Other Inductors              |
| 3678     | Electronic Connectors                                         |
| 3679     | Electronic Components, NEC                                    |
| 3690     | Miscellaneous Electrical Machinery, Equipment & Supplies      |
| 3695     | Magnetic & Optical Recording Media                            |
| 3711     | Motor Vehicles & Passenger Car Bodies                         |
| 3713     | Truck & Bus Bodies                                            |
| 3714     | Motor Vehicle Parts & Accessories                             |
| 3715     | Truck Trailers                                                |
| 3716     | Motor Homes                                                   |
| 3720     | Aircraft & Parts                                              |
| 3721     | Aircraft                                                      |
| 3724     | Aircraft Engines & Engine Parts                               |
| 3728     | Aircraft Parts & Auxiliary Equipment, NEC                     |
| 3730     | Ship & Boat Building & Repairing                              |
| 3743     | Railroad Equipment                                            |
| 3751     | Motorcycles, Bicycles & Parts                                 |
| 3760     | Guided Missiles & Space Vehicles & Parts                      |
| 3790     | Miscellaneous Transportation Equipment                        |
| 3812     | Search, Detection, Navigation, Guidance, Aeronautical Sys     |
| 3821     | Laboratory Apparatus & Furniture                              |
| 3822     | Auto Controls For Regulating Residential & Comml Environments |
| 3823     | Industrial Instruments For Measurement, Display, and Control  |
| 3824     | Totalizing Fluid Meters & Counting Devices                    |
| 3825     | Instruments For Meas & Testing of Electricity & Elec Signals  |
| 3826     | Laboratory Analytical Instruments                             |
| 3827     | Optical Instruments & Lenses                                  |
| 3829     | Measuring & Controlling Devices, NEC                          |
| 3841     | Surgical & Medical Instruments & Apparatus                    |
| 3842     | Orthopedic, Prosthetic & Surgical Appliances & Supplies       |
| 3843     | Dental Equipment & Supplies                                   |
| 3844     | X-Ray Apparatus & Tubes & Related Irradiation Apparatus       |
| 3845     | Electromedical & Electrotherapeutic Apparatus                 |
| 3851     | Ophthalmic Goods                                              |
| 3861     | Photographic Equipment & Supplies                             |
| 3873     | Watches, Clocks, Clockwork Operated Devices/Parts             |
| 3910     | Jewelry, Silverware & Plated Ware                             |
| 3911     | Jewelry, Precious Metal                                       |
| 3931     | Musical Instruments                                           |
| 3942     | Dolls & Stuffed Toys                                          |
| 3944     | Games, Toys & Children's Vehicles (No Dolls & Bicycles)       |
| 3949     | Sporting & Athletic Goods, NEC                                |
| 3950     | Pens, Pencils & Other Artists' Materials                      |
| 3960     | Costume Jewelry & Novelties                                   |
| 3990     | Miscellaneous Manufacturing Industries                        |
| 4011     | Railroads, Line-Haul Operating                                |
| 4013     | Railroad Switching & Terminal Establishments                  |
| 4100     | Local & Suburban Transit & Interurban Hwy Passenger Trans     |
| 4210     | Trucking & Courier Services (No Air)                          |
| 4213     | Trucking (No Local)                                           |
| 4220     | Public Warehousing & Storage                                  |
| 4231     | Terminal Maintenance Facilities For Motor Freight Transport   |
| 4400     | Water Transportation                                          |
| 4412     | Deep Sea Foreign Transportation of Freight                    |
| 4512     | Air Transportation, Scheduled                                 |
| 4513     | Air Courier Services                                          |
| 4522     | Air Transportation, Nonscheduled                              |
| 4581     | Airports, Flying Fields & Airport Terminal Services           |
| 4610     | Pipe Lines (No Natural Gas)                                   |
| 4700     | Transportation Services                                       |
| 4731     | Arrangement of Transportation of Freight & Cargo              |
| 4812     | Radiotelephone Communications                                 |
| 4813     | Telephone Communications (No Radiotelephone)                  |
| 4822     | Telegraph & Other Message Communications                      |
| 4832     | Radio Broadcasting Stations                                   |
| 4833     | Television Broadcasting Stations                              |
| 4841     | Cable & Other Pay Television Services                         |
| 4899     | Communications Services, NEC                                  |
| 4900     | Electric, Gas & Sanitary Services                             |
| 4911     | Electric Services                                             |
| 4922     | Natural Gas Transmission                                      |
| 4923     | Natural Gas Transmission & Distribution                       |
| 4924     | Natural Gas Distribution                                      |
| 4931     | Electric & Other Services Combined                            |
| 4932     | Gas & Other Services Combined                                 |
| 4941     | Water Supply                                                  |
| 4950     | Sanitary Services                                             |
| 4953     | Refuse Systems                                                |
| 4955     | Hazardous Waste Management                                    |
| 4961     | Steam & Air-Conditioning Supply                               |
| 4991     | Co-generation Services & Small Power Producers                |
| 5000     | Wholesale-Durable Goods                                       |
| 5010     | Wholesale-Motor Vehicles & Motor Vehicle Parts & Supplies     |
| 5013     | Wholesale-Motor Vehicle Supplies & New Parts                  |
| 5020     | Wholesale-Furniture & Home Furnishings                        |
| 5030     | Wholesale-Lumber & Other Construction Materials               |
| 5031     | Wholesale-Lumber, Plywood, Millwork & Wood Panels             |
| 5040     | Wholesale-Professional & Commercial Equipment & Supplies      |
| 5045     | Wholesale-Computers & Peripheral Equipment & Software         |
| 5047     | Wholesale-Medical, Dental & Hospital Equipment & Supplies     |
| 5050     | Wholesale-Metals & Minerals (No Petroleum)                    |
| 5051     | Wholesale-Metals Service Centers & of fices                   |
| 5063     | Wholesale-Electrical Apparatus & Equipment, Wiring Supplies   |
| 5064     | Wholesale-Electrical Appliances, Tv & Radio Sets              |
| 5065     | Wholesale-Electronic Parts & Equipment, NEC                   |
| 5070     | Wholesale-Hardware & Plumbing & Heating Equipment & Supplies  |
| 5072     | Wholesale-Hardware                                            |
| 5080     | Wholesale-Machinery, Equipment & Supplies                     |
| 5082     | Wholesale-Construction & Mining (No Petro) Machinery & Equip  |
| 5084     | Wholesale-Industrial Machinery & Equipment                    |
| 5090     | Wholesale-Misc Durable Goods                                  |
| 5094     | Wholesale-Jewelry, Watches, Precious Stones & Metals          |
| 5099     | Wholesale-Durable Goods, NEC                                  |
| 5110     | Wholesale-Paper & Paper Products                              |
| 5122     | Wholesale-Drugs, Proprietaries & Druggists' Sundries          |
| 5130     | Wholesale-Apparel, Piece Goods & Notions                      |
| 5140     | Wholesale-Groceries & Related Products                        |
| 5141     | Wholesale-Groceries, General Line                             |
| 5150     | Wholesale-Farm Product Raw Materials                          |
| 5160     | Wholesale-Chemicals & Allied Products                         |
| 5171     | Wholesale-Petroleum Bulk Stations & Terminals                 |
| 5172     | Wholesale-Petroleum & Petroleum Products (No Bulk Stations)   |
| 5180     | Wholesale-Beer, Wine & Distilled Alcoholic Beverages          |
| 5190     | Wholesale-Miscellaneous Non-durable Goods                     |
| 5200     | Retail-Building Materials, Hardware, Garden Supply            |
| 5211     | Retail-Lumber & Other Building Materials Dealers              |
| 5271     | Retail-Mobile Home Dealers                                    |
| 5311     | Retail-Department Stores                                      |
| 5331     | Retail-Variety Stores                                         |
| 5399     | Retail-Misc General Merchandise Stores                        |
| 5400     | Retail-Food Stores                                            |
| 5411     | Retail-Grocery Stores                                         |
| 5412     | Retail-Convenience Stores                                     |
| 5500     | Retail-Auto Dealers & Gasoline Stations                       |
| 5551     | Boat dealers                                                  |
| 5531     | Retail-Auto & Home Supply Stores                              |
| 5600     | Retail-Apparel & Accessory Stores                             |
| 5621     | Retail-Women's Clothing Stores                                |
| 5651     | Retail-Family Clothing Stores                                 |
| 5661     | Retail-Shoe Stores                                            |
| 5700     | Retail-Home Furniture, Furnishings & Equipment Stores         |
| 5712     | Retail-Furniture Stores                                       |
| 5731     | Retail-Radio, Tv & Consumer Electronics Stores                |
| 5734     | Retail-Computer & Computer Software Stores                    |
| 5735     | Retail-Record & Prerecorded Tape Stores                       |
| 5810     | Retail-Eating & Drinking Places                               |
| 5812     | Retail-Eating Places                                          |
| 5900     | Retail-Miscellaneous Retail                                   |
| 5912     | Retail-Drug Stores and Proprietary Stores                     |
| 5940     | Retail-Miscellaneous Shopping Goods Stores                    |
| 5944     | Retail-Jewelry Stores                                         |
| 5945     | Retail-Hobby, Toy & Game Shops                                |
| 5960     | Retail-Nonstore Retailers                                     |
| 5961     | Retail-Catalog & Mail-Order Houses                            |
| 5990     | Retail-Retail Stores, NEC                                     |
| 6021     | National Commercial Banks                                     |
| 6022     | State Commercial Banks                                        |
| 6029     | Commercial Banks, NEC                                         |
| 6035     | Savings Institution, Federally Chartered                      |
| 6036     | Savings Institutions, Not Federally Chartered                 |
| 6099     | Functions Related To Depository Banking, NEC                  |
| 6111     | Federal & Federally Sponsored Credit Agencies                 |
| 6141     | Personal Credit Institutions                                  |
| 6153     | Short-Term Business Credit Institutions                       |
| 6159     | Miscellaneous Business Credit Institution                     |
| 6162     | Mortgage Bankers & Loan Correspondents                        |
| 6163     | Loan Brokers                                                  |
| 6172     | Finance Lessors                                               |
| 6189     | Asset-Backed Securities                                       |
| 6199     | Finance Services                                              |
| 6200     | Security & Commodity Brokers, Dealers, Exchanges & Services   |
| 6211     | Security Brokers, Dealers & Flotation Companies               |
| 6221     | Commodity Contracts Brokers & Dealers                         |
| 6282     | Investment Advice                                             |
| 6311     | Life Insurance                                                |
| 6321     | Accident & Health Insurance                                   |
| 6324     | Hospital & Medical Service Plans                              |
| 6331     | Fire, Marine & Casualty Insurance                             |
| 6351     | Surety Insurance                                              |
| 6361     | Title Insurance                                               |
| 6399     | Insurance Carriers, NEC                                       |
| 6411     | Insurance Agents, Brokers & Service                           |
| 6500     | Real Estate                                                   |
| 6510     | Real Estate Operators (No Developers) & Lessors               |
| 6512     | Operators of Nonresidential Buildings                         |
| 6513     | Operators of Apartment Buildings                              |
| 6519     | Lessors of Real Property, NEC                                 |
| 6531     | Real Estate Agents & Managers (For Others)                    |
| 6532     | Real Estate Dealers (For Their Own Account)                   |
| 6552     | Land Subdividers & Developers (No Cemeteries)                 |
| 6770     | Blank Checks                                                  |
| 6792     | Oil Royalty Traders                                           |
| 6794     | Patent Owners & Lessors                                       |
| 6795     | Mineral Royalty Traders                                       |
| 6798     | Real Estate Investment Trusts                                 |
| 6799     | Investors, NEC                                                |
| 7000     | Hotels, Rooming Houses, Camps & Other Lodging Places          |
| 7011     | Hotels & Motels                                               |
| 7200     | Services-Personal Services                                    |
| 7310     | Services-Advertising                                          |
| 7311     | Services-Advertising Agencies                                 |
| 7320     | Services-Consumer Credit Reporting, Collection Agencies       |
| 7330     | Services-Mailing, Reproduction, Commercial Art & Photography  |
| 7331     | Services-Direct Mail Advertising Services                     |
| 7340     | Services-To Dwellings & Other Buildings                       |
| 7350     | Services-Miscellaneous Equipment Rental & Leasing             |
| 7359     | Services-Equipment Rental & Leasing, NEC                      |
| 7361     | Services-Employment Agencies                                  |
| 7363     | Services-Help Supply Services                                 |
| 7370     | Services-Computer Programming, Data Processing, Etc.          |
| 7371     | Services-Computer Programming Services                        |
| 7372     | Services-Prepackaged Software                                 |
| 7373     | Services-Computer Integrated Systems Design                   |
| 7374     | Services-Computer Processing & Data Preparation               |
| 7377     | Services-Computer Rental & Leasing                            |
| 7380     | Services-Miscellaneous Business Services                      |
| 7381     | Services-Detective, Guard & Armored Car Services              |
| 7384     | Services-Photofinishing Laboratories                          |
| 7385     | Services-Telephone Interconnect Systems                       |
| 7389     | Services-Business Services, NEC                               |
| 7500     | Services-Automotive Repair, Services & Parking                |
| 7510     | Services-Auto Rental & Leasing (No Drivers)                   |
| 7600     | Services-Miscellaneous Repair Services                        |
| 7812     | Services-Motion Picture & Video Tape Production               |
| 7819     | Services-Allied To Motion Picture Production                  |
| 7822     | Services-Motion Picture & Video Tape Distribution             |
| 7829     | Services-Allied To Motion Picture Distribution                |
| 7830     | Services-Motion Picture Theaters                              |
| 7841     | Services-Video Tape Rental                                    |
| 7900     | Services-Amusement & Recreation Services                      |
| 7948     | Services-Racing, Including Track Operation                    |
| 7990     | Services-Miscellaneous Amusement & Recreation                 |
| 7997     | Services-Membership Sports & Recreation Clubs                 |
| 8000     | Services-Health Services                                      |
| 8011     | Services-Offices & Clinics of Doctors of Medicine             |
| 8050     | Services-Nursing & Personal Care Facilities                   |
| 8051     | Services-Skilled Nursing Care Facilities                      |
| 8060     | Services-Hospitals                                            |
| 8062     | Services-General Medical & Surgical Hospitals, NEC            |
| 8071     | Services-Medical Laboratories                                 |
| 8082     | Services-Home Health Care Services                            |
| 8090     | Services-Misc Health & Allied Services, NEC                   |
| 8093     | Services-Specialty Outpatient Facilities, NEC                 |
| 8111     | Services-Legal Services                                       |
| 8200     | Services-Educational Services                                 |
| 8300     | Services-Social Services                                      |
| 8351     | Services-Child Day Care Services                              |
| 8600     | Services-Membership or ganizations                            |
| 8700     | Services-Engineering, Accounting, Research, Management        |
| 8711     | Services-Engineering Services                                 |
| 8731     | Services-Commercial Physical & Biological Research            |
| 8734     | Services-Testing Laboratories                                 |
| 8741     | Services-Management Services                                  |
| 8742     | Services-Management Consulting Services                       |
| 8744     | Services-Facilities Support Management Services               |
| 8748     | Business Consulting Services, Not Elsewhere Classified        |
| 8880     | American Depositary Receipts                                  |
| 8888     | Foreign Governments                                           |
| 8900     | Services-Services, NEC                                        |
| 9721     | International Affairs                                         |
| 9995     | Non-Operating Establishments                                  |